# Load (Einheit)
Das Load oder deutsch die Last war ein englisches Gewichtsmaß und wurde für Wolle genommen. 
- 1 Load = 12 Sacks = 24 Weys = 156 Tods = 312 Stones = 624 Cloves = 4368 Pfund (Troy-Gewicht)

Das Tod war auch ein wichtiges Wollgewicht und hatte 2 Stones, das Clove hatte ½ Stone. Letzteres entsprach 7 Pfund.
Die Maße der Load/Last waren stadtverschieden und auch für andere Waren, wie Fleisch, Fisch, Mehl, Salz, Käse, Heu und Stroh  bestimmt.
Eine Parlamentsakte vom 17. Juni 1824 legte für das Vereinigte Königreich fest, dass ab 1. Januar 1826 ein einheitliches Maß- und Gewichtssystem gelten soll. Auch 1835 gab es noch Maßänderungen. Die abgelösten Maße (sogenannte alte Maße) waren zum Vergleich
- 1 Load = 2 Weys = 10 Quarter = 20 Combs = 40 Strikes = 80 Bushels

## Beispiele
- 1 Load Bier = 12 Barrels
- 1 Load Schießpulver = 24 Barrels = 2400 Pfund
- 1 Load Salz = 18 Barrels
- 1 Load Mehl, Seife, Pottasche, Pech, Teer = 12 Barrels
- 1 Load Fisch, Lebertran = 12 Barrels

## Zählmaß
Als Zählmaß waren in England
- Häute: 1 Load = 20 Dicker/Decher (á 10 Stück) = 200 Stück
- Reisigbündel: 1 Load = 50 Stück (siehe Faggot (Einheit))
- Knüppel und Wellen: 1 Load = 100 Stück